# جورج نيكلسون (سياسي)
جورج نيكلسون هو سياسي كندي، ولد في 17 مارس 1868 في كندا، وتوفي في 1935 في نفس البلد. حزبياً، نشط في Unionist Party (Canada) ‏. وقد انتخب عضو مجلس العموم الكندي.